# Pyrgulopsis neomexicana
Pyrgulopsis neomexicana é uma espécie em perigo de caramujo com brânquia e opérculo, um molusco gastrópode aquático ou micromolusco [en] da família Hydrobiidae.
Esse pequeno caramujo habitava anteriormente um pequeno grupo de fontes de águas termais no estado do Novo México, Estados Unidos. Sua sobrevivência está gravemente ameaçada devido à vulnerabilidade de seu habitat e às sérias ameaças que enfrenta. O status atual da população desse caramujo e de sua área de habitat é desconhecido. Ele foi listado como ameaçado pelos governos dos Estados Unidos e do Novo México.
Pouco se sabe sobre esse caramujo em geral, devido ao seu tamanho minúsculo, sua distribuição extremamente restrita e ao fato de que os locais onde ele vive atualmente estão em propriedades privadas sem acesso permitido.

## Taxonomia
Pyrgulopsis neomexicana foi originalmente descrito a partir de fontes de águas termais em Socorro, Novo México. O coletor e a data da primeira amostra única são desconhecidos. Os espécimes vieram da coleção do mineralogista americano Charles Moore Wheatley [en] (1822, Essex, Inglaterra - 1882, Phoenixville, Pensilvânia, EUA) e provavelmente foram coletados no século XIX. A espécie foi formalmente descrita e nomeada como Amnicola neomexicana pelo malacologista americano Henry Augustus Pilsbry em 1916.

A descrição original do tipo por Pilsbry, o texto onde a espécie é oficialmente nomeada e descrita, é a seguinte:
| “ | A concha é muito pequena, minuciosamente perfurada, globosa, córnea, relativamente sólida. Superfície lisa, não brilhante. 3 voltas, moderadamente convexas, com a sutura não profundamente marcada. Abertura oval, fortemente oblíqua, angular na parte superior. Peristoma contínuo, com a margem externa regularmente arqueada, margem interna reta, ligeiramente espessada. Comprimento 1,6 mm, diâmetro 1,3 mm; eixo mais longo da abertura cerca de 1 mm. Socorro, Novo México, em fontes de águas termais. Tipos nº 121.113 na coleção Wheatley, depositada no Museu da A. N. S. P. Esta espécie, conhecida por muitos espécimes, é menor que Amnicola micrococcus, com uma abertura estreita, bordo interno reto e sutura menos marcada. Quase todas as conchas estão erodidas, com a espiral profundamente corroída em indivíduos totalmente adultos. Isso dá um contorno abrupto da sutura, na vista frontal. | ” |

Em 1982, o zoólogo americano John Bayard Burch [en] reclassificou o Pyrgulopsis neomexicana como Fontelicella neomexicana. Em 1987, outros dois zoólogos americanos, Robert Hershler do Museu Nacional de História Natural dos Estados Unidos e Fred Gilbert Thompson do Museu de História Natural da Flórida [en], atribuíram os membros do gênero Fontelicella, incluindo F. neomexicana, ao gênero Pyrgulopsis.

## Descrição
Pyrgulopsis neomexicana possui uma concha cônica alongada-oval, de cor bege claro e com espiral curta, ou seja, a concha é baixa e arredondada, sem uma ponta muito pronunciada. A concha tem de 3,5 a 4,5 voltas. A protoconcha geralmente está erodida. O calo interno é marrom-avermelhado a âmbar, e o opérculo é pálido. A altura da concha varia de 1,6 a 2,3 mm, e sua abertura é oval.
O corpo, a cabeça, o focinho e os tentáculos são de cor cinza escura a preta. Os tentáculos variam de preto ou cinza escuro na base a cinza claro nas pontas. As fêmeas são maiores que os machos. Nos machos, o pênis possui uma faixa glandular longa no lobo terminal, uma glândula penial longa e três faixas glandulares dorsais mais curtas. Uma descrição detalhada do sistema reprodutor dessa espécie de caramujo foi fornecida por Hershler em 1994.
O animal respira por meio de um tipo de brânquia conhecido como ctenídio (um aparelho respiratório em forma de pente), que nesta espécie possui 20 filamentos altos e estreitos.
Em todas as espécies do gênero Pyrgulopsis, a rádula (uma fita de alimentação raspadora coberta de dentes microscópicos) é do tipo tenioglossa (sete dentes em cada fileira, sendo um central, dois laterais e quatro marginais). A rádula de Pyrgulopsis neomexicana foi descrita em detalhes por Hershler (1994).

## Distribuição

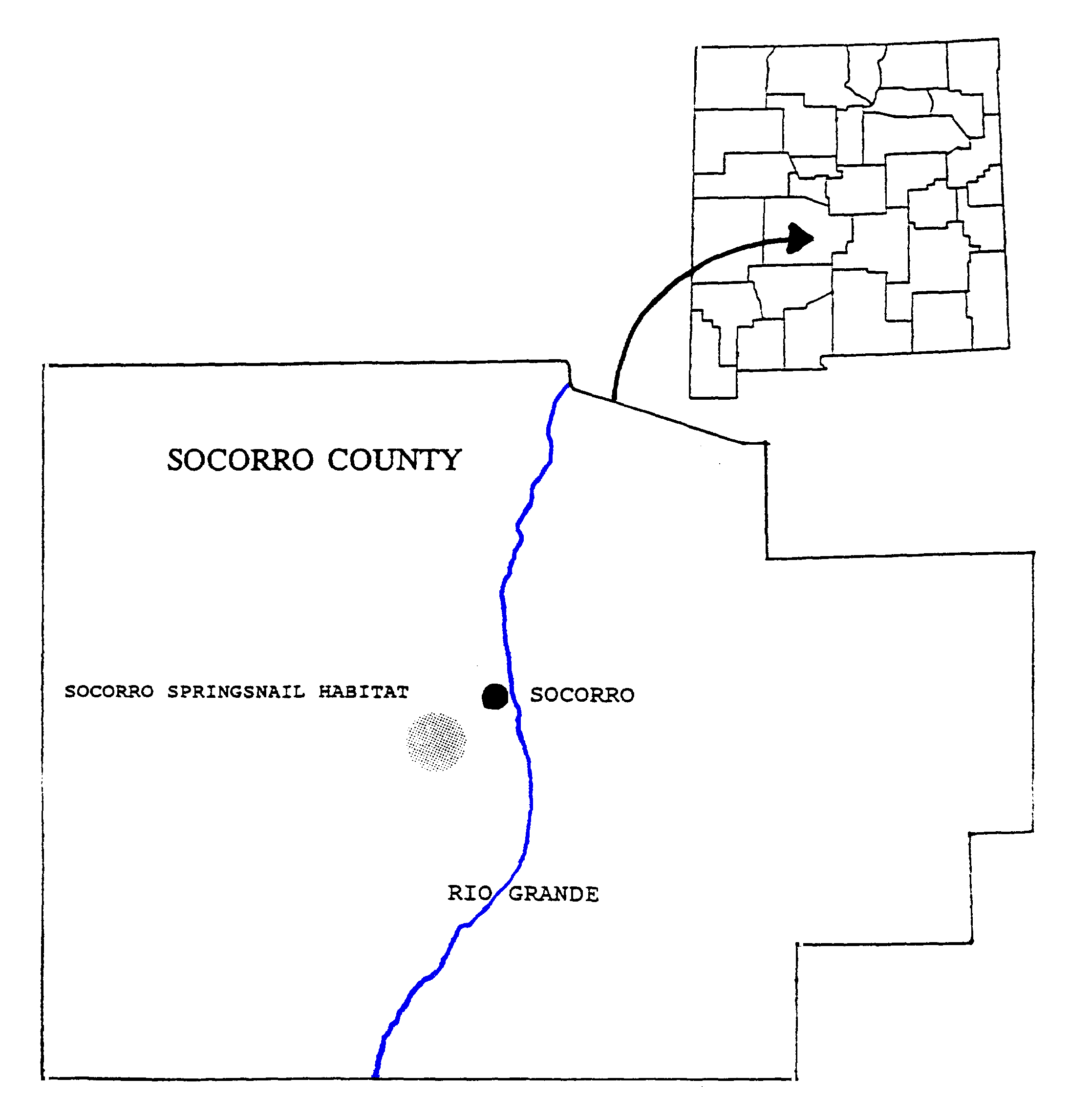
Mapa da distribuição de Pyrgulopsis neomexicana

Esta espécie é endêmica do condado de Socorro no centro do Novo México, no sudoeste dos Estados Unidos. O espécime original de Pyrgulopsis neomexicana foi relatado como proveniente de uma fonte de águas termais perto de Socorro, Novo México.
Atualmente, a espécie está extinta na localidade-tipo, mas a data e a causa da extinção são incertas. A espécie foi relatada em outras fontes no condado de Socorro (Landye 1981), embora haja discordância sobre se a espécie historicamente ocorreu nesses locais. Atualmente, o caramujo é conhecido apenas em uma fonte: a fonte Torreon no Condado de Socorro, Novo México, onde foi localizado em 1979.

## Ecologia

### Habitat
Pyrgulopsis neomexicana é totalmente aquático, ocorrendo em águas de baixa velocidade (movimento lento) perto de fontes de águas termais, em um habitat termal, ou seja, próximo a fontes quentes. Mais precisamente, é encontrado na camada superior de um substrato orgânico de lodo.
A principal fonte onde Pyrgulopsis neomexicana é atualmente encontrado foi represada (fechada artificialmente, bloqueada ou represada), o que reduziu o habitat de água corrente a uma piscina muito pequena. Apenas uma pequena fonte de águas termais permanece, com uma piscina melhorada de menos de 1 m² de área, com temperatura da água de 17 °C. A espécie é abundante nas raízes dessa piscina, mas não é encontrada nos canais e lagoas que se estendem a partir da fonte para estruturas de irrigação. Outros moluscos encontrados nas proximidades incluem Physa mexicana, Lymnaea modicella e Pisidium casertanum [en]. Em 1981, a colônia de Pyrgulopsis neomexicana ocupava não apenas a fonte, mas também o afluente de escoamento de cerca de 2,5 m de comprimento até um canal de irrigação. No entanto, nenhum caramujo foi encontrado no próprio fluxo de irrigação. Em 1991, a população total de Pyrgulopsis neomexicana no escoamento da fonte foi estimada em 5.000 indivíduos.
Anteriormente, o caramujo ocorria em todas as fontes de águas termais a oeste da cidade de Socorro, vivendo nos mesmos habitats que o isópodoThermosphaeroma thermophilum.

### Hábitos alimentares
Esta espécie é herbívora. Alimenta-se de algas e outros materiais presentes no biofilme encontrado na superfície de plantas e detritos.

### Ciclo de vida
As fêmeas de Pyrgulopsis neomexicana são ovíparas, ou seja, depositam ovos. Provavelmente depositam ovos na primavera e no verão.

## Ameaças
A distribuição limitada e as exigências precisas de habitat de Pyrgulopsis neomexicana tornam esta espécie vulnerável à destruição ou alteração de habitat. As ameaças potenciais à espécie incluem todas as atividades que possam reduzir significativamente o fluxo da fonte ou a disponibilidade da fonte de alimento que sustenta essa espécie de caramujo. Alterações nas bacias hidrográficas, fontes de águas termais ou afluentes associados podem causar uma redução no fluxo de água, uma mudança na temperatura da água ou na qualidade da água, ou modificar o habitat ou a fonte de alimento. Isso poderia ter um impacto devastador nas populações existentes do caramujo.
Esta espécie de caramujo tem capacidades de dispersão biológica extremamente limitadas, o que significa que tem pouca ou nenhuma habilidade para encontrar e se dispersar para outros habitats adequados, ou para sair de um habitat onde as condições mudaram a ponto de não serem mais adequadas. Consequentemente, esses caramujos não conseguem evitar contaminantes ou outras mudanças desfavoráveis em seu habitat.
A população de Pyrgulopsis neomexicana é considerada limitada a uma única piscina com menos de 1 m² de área e um canal de escoamento de cerca de 2,5 m de comprimento. Várias das fontes de águas termais que anteriormente continham Pyrgulopsis neomexicana foram represadas, o que eliminou o habitat preciso que é crítico para a sobrevivência da espécie.
Talvez a maior ameaça enfrentada por esta espécie seja a potencial perda de fluxo de água. A extração excessiva do aquífero que fornece água às fontes poderia destruir tanto as fontes quanto a própria espécie. A poluição potencial da fonte poderia impactar negativamente esta espécie e talvez até causar sua extinção. Os efeitos das mudanças climáticas, se incluírem seca generalizada, diminuição do fluxo das fontes ou uma mudança na química da água, são uma ameaça recém-reconhecida que poderia eliminar a espécie.

## Conservação
O estado do Novo México listou Pyrgulopsis neomexicana como em perigo, grupo 2, em 28 de março de 1985 (Seção 17—2—37 a 17—2—46 NMSA 1978). Em 30 de outubro de 1991, o United States Fish and Wildlife Service também listou esta espécie como ameaçada sob o Endangered Species Act de 1973. Devido à distribuição extremamente limitada, a estratégia de recuperação desta espécie tem como base a manutenção de seu habitat. Embora seja possível que populações adicionais possam ser estabelecidas em outras fontes de águas termais, essa possibilidade depende da identificação de fontes dentro do presumido alcance histórico da espécie que possuam os atributos físicos e biológicos, incluindo componentes de habitat terrestre, que o caramujo necessita para sobreviver, e que não suportem sua própria fauna endêmica.
A localidade está em terreno privado, e o acesso à fonte foi negado desde 1995. Por isso, os números recentes da população são desconhecidos, o estado do habitat é desconhecido, e a magnitude das ameaças atuais também é desconhecida. A falta de cooperação do proprietário do terreno e os impactos causados por suas ações não foram especificamente identificados como uma ameaça. No entanto, as recomendações do United States Fish and Wildlife Service para ações futuras sugeriram que os esforços devem continuar para tentar obter acesso à fonte. Caso o acesso seja concedido, foi recomendado que estudos sobre a história de vida sejam realizados, os números da população sejam monitorados, os atributos do habitat adequado sejam determinados (como a natureza exata do substrato preferido, os limites de temperatura da água, pH, dureza, alcalinidade, etc.) e que o monitoramento de longo prazo do fluxo e da temperatura seja estabelecido. Por outro lado, se o acesso continuar sendo negado, a recomendação foi tentar organizar uma visita única à fonte para coletar indivíduos para uma população em refúgio em cativeiro.
O United States Fish and Wildlife Service decidiu não implementar a parte do Endangered Species Act que permite às autoridades adquirir terras necessárias se forem "habitat crítico" para a conservação de uma espécie listada, pois foi considerado que, nesta situação, tornar o terreno público exporia a população restante a um risco ainda maior de extinção devido a ameaças como vandalismo e coleta por partes não autorizadas. Um plano de gestão de habitat ainda não havia sido elaborado para a espécie até 2008, conforme orientado pelo plano de recuperação de 1994, que também abrangia outra espécie, Tryonia alamosae. O plano de recuperação de 1994 está desatualizado e precisa ser revisado e atualizado. Foi recomendado que um plano separado seja criado.